# Люди Ікс: Еволюція
Люди Ікс: Еволюція — американський мультсеріал за мотивами коміксів про Людей Ікс.

## Сюжет
Породжені Атомом, колись вони виступлять на захист світу від зла і стануть наймогутнішими супергероями, які коли-небудь завойовували фільми, телепрограми і комікси! Але поки вони не знамениті герої, вони тільки вчаться…

## Персонажі
Люди Ікс:
- Професор Ікс/Чарльз Ксавьєр — лідер Людей Ікс, могутній телепат.
- Циклоп/Скотт Саммерс — випускає оптичні промені з очей.
- Марвел/Джин Грей — телепатка.
- Росомаха/Джеймс «Логан» Хоулетт — має адамантієвий скелет і кігті, а також швидко зцілюється.
- Буря/Ороро Монро — контролює погоду.
- Звір/Хенк МакКой — покритий синьою шерстю, має тваринні рефлекси і силу.
- Шельма/Анна Марі — дотиком віднімає у людей енергію, переймає здібності у мутантів.
- Примарна Кішка/Кітті Прайд — проходить крізь стіни.
- Нічний Змій/Курт Вагнер — синешкірий, має здатність телепортуватися.
- Шпичак/Еван Даніелс — перетворює частини тіла на шипи.

Братерство мутантів:
- Магнето/Ерік Леншер — контролює метал.
- Містік/Рейвен Даркхолм — має здатність змінювати вигляд.
- Червона Відьма/Ванда Максимофф — володіє Магією хаосу.
- Землетрус/Ленс Альварс — може спричиняти лавини.
- Жаба/Тодд Толанський — має тваринні рефлекси і довгий язик.
- Булька/Фред Дюкс — має величезну масу тіла, надлюдську силу.
- Ртуть/Пьєтро Максимофф — бігає зі швидкістю світла.